# Dordogne
Dordogne là một tỉnh của Pháp, thuộc vùng hành chính Nouvelle-Aquitaine, tỉnh lỵ Périgueux, bao gồm 4 quận với các quận lỵ còn lại là: Bergerac, Nontron, Sarlat-la-Canéda.